# Litra MH 201-203
 Ikke at forveksle med Litra MH.
Litra MH 201-203 er tre dieselhydrauliske rangerlokomotiver, der blev anskaffet af DSB fra Henschel i 1958.
DSB ville i 1958 gerne afprøve større dieselhydrauliske rangerlokomotiver og lejede derfor et prøvelokomotiv fra Henschel, der blev leveret i fabrikkens farver. Lokomotivet var beskriftet DH 440, der stod for Diesel Hydraulisk 440 hk. Da DSB havde prøvekørt lokomotivet, besluttede de sig for at anskaffe i alt 3 lokomotiver af denne type. Prøvelokomotivet blev litreret MH 203. Senere troede man imidlertid, at prøvelokomotivet blev sendt tilbage til Henschel, og at MH 203 var et andet lokomotiv. Men ved renovering af lokomotivet i foråret og sommeren 2006 fremkom efter mange lag maling den oprindelige fabriks farve. Dette var et bevis på, at lokomotivet modsat den tidligere opfattelse ikke blev leveret tilbage til Henschel, men at DSB havde beholdt det.